# Hulanka (węzeł komunikacyjny)
Hulanka – węzeł komunikacyjny w Bielsku-Białej, w dzielnicy Aleksandrowice. Obecnie składa się on z pięciowlotowego ronda oraz przebiegającego pod nim tunelu śródmiejskiej obwodnicy zachodniej o długości 240 metrów. Budowę ronda rozpoczęto w 2003, a oddano do użytku w 2005. Średnica wynosi 80 m. Koszt inwestycji wraz z tunelem to 45.479.035 zł.
Nazwę swą węzeł drogowy zawdzięcza rejonowi Aleksandrowic, potocznie zwanemu „Hulanka”. Koło dzisiejszego łącznika ulic Piastowskiej i Cieszyńskiej znajdowała się w latach 1951-1970 pętla tramwajowa linii nr 2.